# Estadio Municipal Władysław Król
El Estadio Municipal Władysław Król (en polaco: Stadion Miejski im. Władysława Króla), es un estadio de fútbol ubicado en Łódź, Polonia. El estadio es sede del ŁKS Łódź, donde juega sus partidos como local, y del club de rugby Budowlani Łódź.

## Instalaciones
El terreno actual lleva acogiendo los partidos de fútbol del ŁKS Łódź desde 1924, dos años después de dar comienzo las obras. Con una capacidad de 45 000 espectadores, el Stadion ŁKS obtuvo su asistencia récord el 21 de agosto de 1971, en el empate a cero frente al Polonia Bytom de la Ekstraklasa 1971/1972. 
En noviembre de 2013 se firmaría un contrato con Mirbud, garantizando la construcción del nuevo estadio en un plazo de 20 meses, inicándose los procesos de demolición a principios de 2014. El estadio antiguo fue reemplazado por una única tribuna principal con capacidad para 5700 asistentes, a pesar de que inicialmente se planeó un nuevo estadio con un aforo superior a 16 500 asientos. El estadio, completado en 2022, dispone de una capacidad superior a 18 000 espectadores. El gasto total será inferior a los 100 millones de złotys, siendo financiado parcialmente por el ayuntamiento de Łódź y el ŁKS.
El 24 de mayo de 2021, la alcaldesa de la ciudad de Łódź, Hanna Zdanowska, firmó un estatuto que otorga al Estadio Municipal el nombre del futbolista y jugador de hockey sobre hielo Władysław Król.

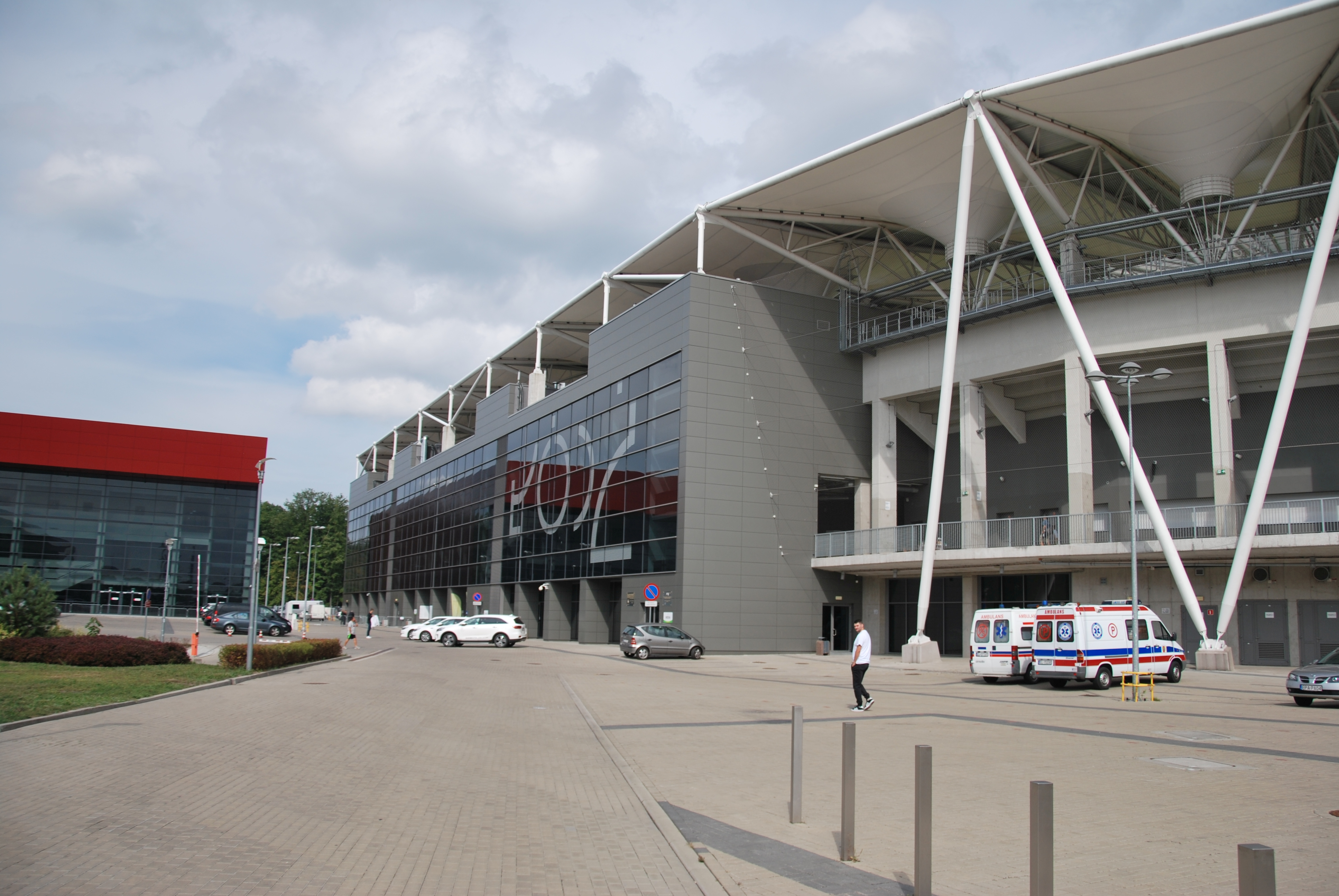